# Powiat Pleß
Powiat Pleß (niem. Kreis Pleß, pol. powiat pszczyński) – niemiecki powiat istniejący w okresie od 1742 do 1922 i od 1939 do 1945 r. na terenie prowincji śląskiej.
Po podziale prowincji Śląsk w 1816 r. powiat Pleß włączono do rejencji opolskiej, natomiast rejon Mysłowic przekazano do powiatu Beuthen. W 1919 r. prowincję Śląsk podzielono i powiat Pleß przydzielono do nowej prowincji Górny Śląsk. W czasie plebiscytu na Górnym Śląsku w powiecie padł najwyższy odsetek głosów za Polską, w związku z czym jego obszar przeszedł w 1922 r. w ręce polskie, tworząc powiat pszczyński. W październiku 1924 r. z powiatu wyłączono Ligotę, którą przyłączono do m. Katowic, a w zamian włączono do niego Paniowy. Z kolei w marcu 1939 r. wyłączono z powiatu Piotrowice i Panewnik, które włączono do powiatu katowickiego. W 1939 r. Niemcy utworzyli powiat Pleß i przydzielili go do rejencji katowickiej w prowincji Śląsk. W 1941 r. prowincję Śląsk podzielono i powiat Pleß przydzielono do nowej prowincji Górny Śląsk. W 1945 r. terytorium powiatu zajęła Armia Czerwona i znalazł się on pod administracją polską.
W 1910 r. powiat obejmował 181 gmin o powierzchni 1065,02 km² zamieszkanych przez 122 897 osób.

## Przypisy

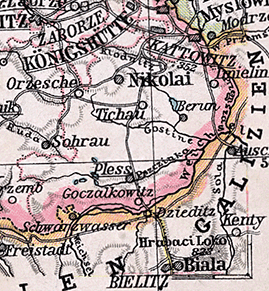
Powiat Pleß